# UralZIS-355M
Der UralZIS-355M (russisch УралЗИС-355М) war ein Lkw des sowjetischen Fahrzeugherstellers UralZIS. Im Zuge der Entstalinisierung wurde das Werk 1962 in Uralski Awtomobilny Sawod umbenannt, der Lastwagen erhielt schon ein Jahr zuvor die Bezeichnung Ural-355M.

## Fahrzeuggeschichte

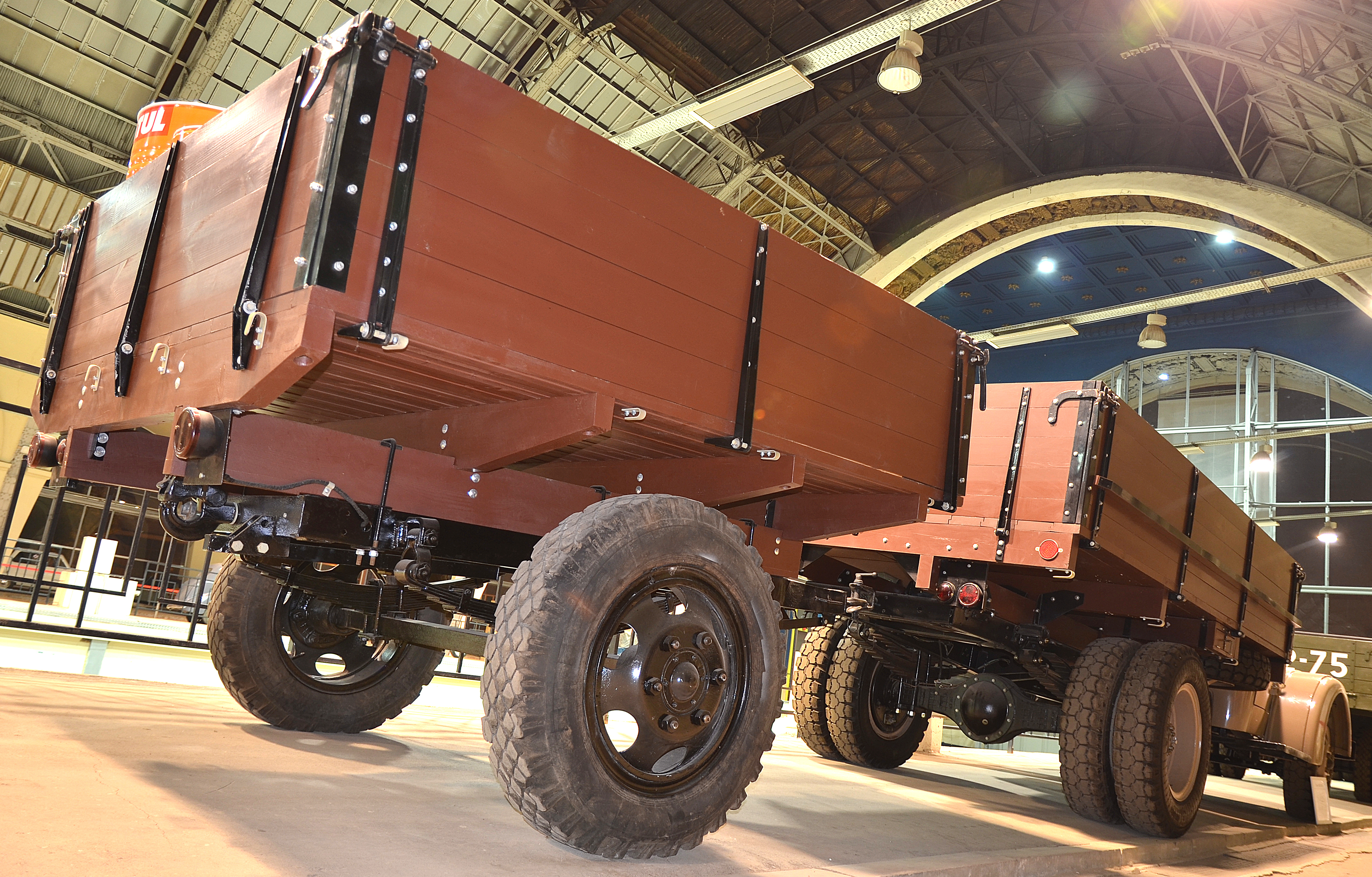
Heckansicht des restaurierten Zugs

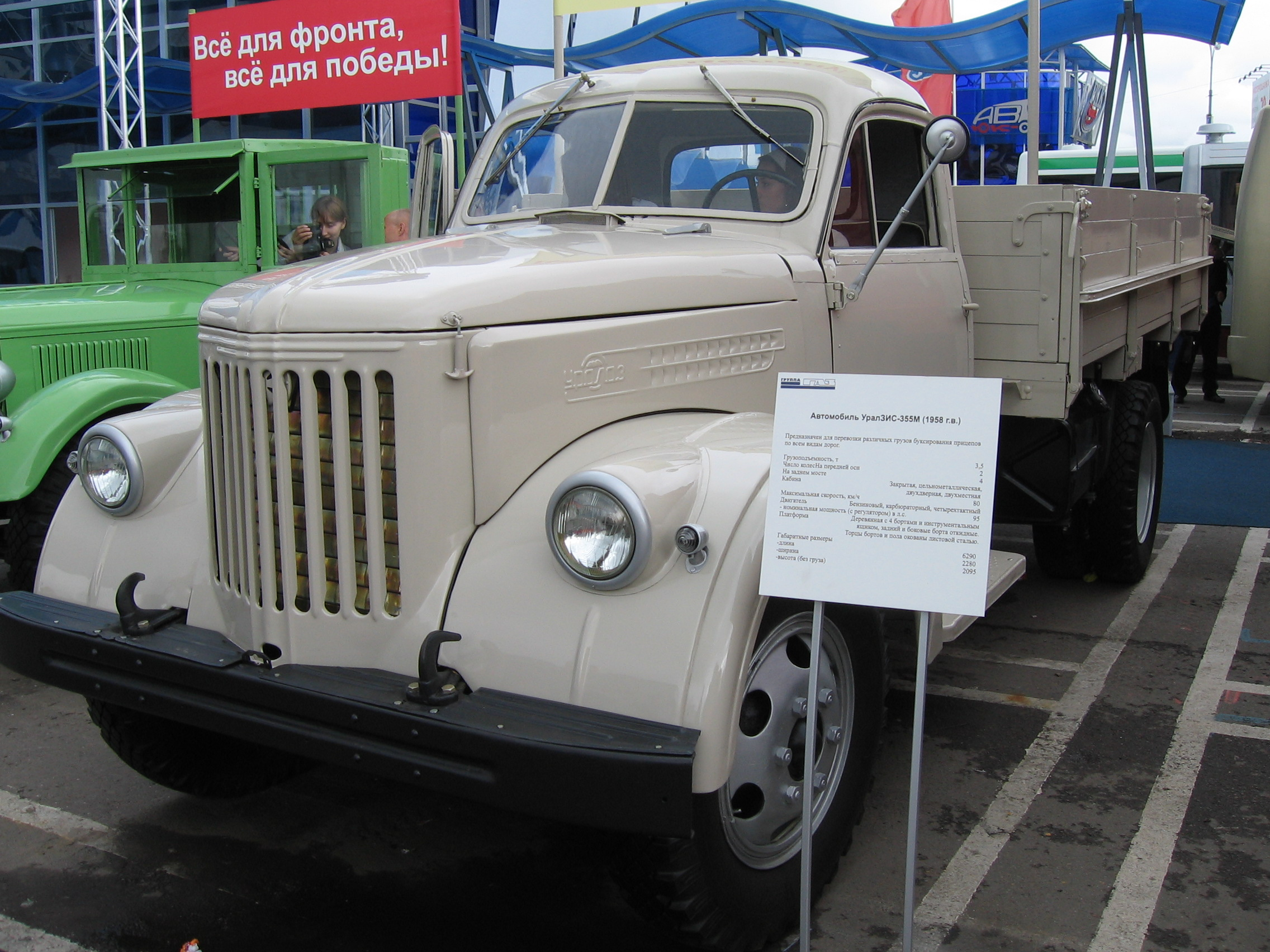
UralZIS-355M Baujahr 1958 auf einer Ausstellung (2006)

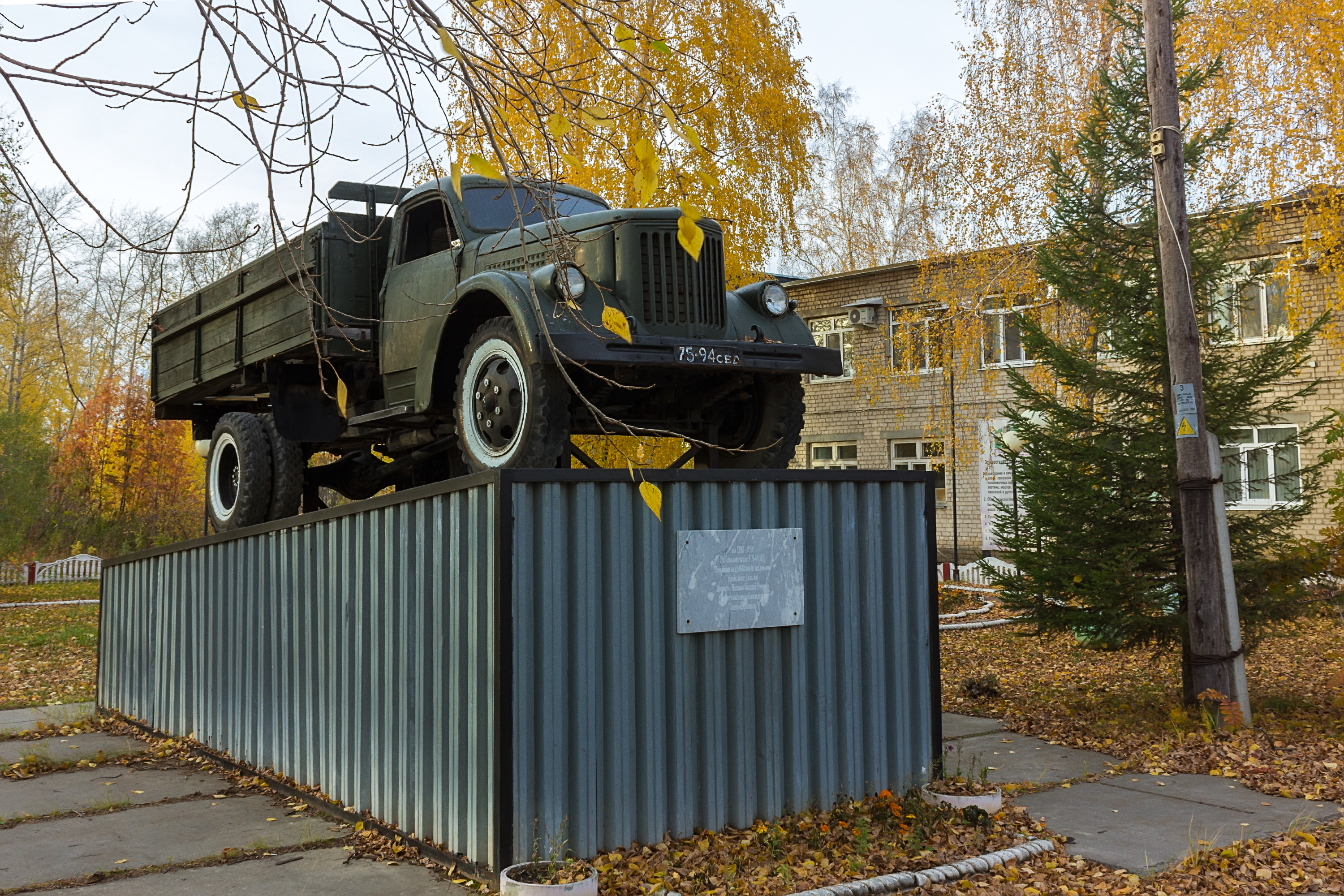
UralZIS-355M als Denkmal in Kamensk-Uralski (2018)

Nachdem das UralZIS-Werk 1944 als Zweigwerk von ZIS im Ural die Produktion aufgenommen hatte, stellte es bis 1955 mit dem UralZIS-5 eine Kopie des ZIS-5 her. Im gleichen Jahr gab es leichte Überarbeitungen am Fahrzeug und gemäß neuen Bestimmungen von 1945 eine Umbenennung in UralZIS-355. Auch dieses Modell unterschied sich nur minimal vom ZIS-5. Erst 1957 folgten tiefgreifendere Überarbeitungen an der Konstruktion von 1933. Das Ergebnis wurde mit UralZIS-355M bezeichnet, wobei das M für modernisiert (russisch модернизированы) steht.
Auffälligste Änderung war, dass das Fahrerhaus komplett durch eine neue Konstruktion ersetzt wurde. Gleichzeitig wurde aber auch die Motorleistung gesteigert, indem man die Verdichtung erhöhte. Die maximale Zuladung wurde von drei auf dreieinhalb Tonnen gesteigert, ebenso stieg das Leergewicht um rund eine halbe Tonne.
Im Dezember 1957, nach anderen Angaben auch erst 1958 begann die Serienfertigung. Technische Veränderungen gab es über die Bauzeit kaum. Lediglich der Motor erhielt 1961 eine Überarbeitung, die jedoch nichts an den Leistungsdaten änderte. Der Name wurde im gleichen Jahr im Zuge der Entstalinisierung geändert. Im Fahrzeugnamen entfiel einfach das ZIS, das Werk wurde ein Jahr später zum Uralski Awtomobilny Sawod (kurz UralAZ).
Am 16. Oktober 1965 wurde die Produktion des Lastwagens eingestellt. Das Werk baute ab diesem Zeitpunkt keine leichten zweiachsigen Fahrzeuge mehr, sondern spezialisierte sich auf den schon ab 1961 gefertigten Ural-375. Dieser hoch geländegängige Militärlastwagen mit drei Achsen, Benzinmotor und Allradantrieb blieb noch bis 1992 in der Produktion. Die etwas später eingeführte Variante mit Dieselmotor Ural-4320 wird noch heute gebaut.
Obwohl in den sieben Jahren Produktionszeit 192.580 Exemplare des UralZIS-355M gebaut wurden (davon mindestens 36.000 Tankfahrzeuge), ist der Lastwagen heute äußerst selten. Auf dem gesamten Gebiet der ehemaligen UdSSR waren mit Stand 2005 noch zwölf Stück bekannt, davon zehn Pritschenwagen und ein Tankfahrzeug Typ AZM-2,6. Neuere Quellen sprechen von etwa zwanzig Exemplaren, darunter zwei Tankfahrzeuge.

## Modellversionen
Neben dem Standardmodell mit Pritsche und Hinterachsantrieb wurden verschiedene andere Fahrzeuge gebaut oder erprobt. Sofern keine Serienfertigung erfolgte ist dies vermerkt.
- UralZIS-382 – Prototyp einer Allradversion (4×4) von 1957. Zu einer Serienfertigung kam es nicht.
- UralZIS-358 – Prototyp eines Kippers von 1958, auch bei diesem Modell erfolgte keine Serienfertigung.
- AZM-2,6 – Auf Basis des UralZIS-355M gefertigtes Tankfahrzeug für Kraftstoff mit 2600 Liter Fassungsvermögen.
- AZPT-2,2 und AZM-23 – Tankfahrzeuge zum Transport von Milch mit 2200 bzw. 2300 l Fassungsvermögen.
- ANM-355 – Tankfahrzeug zur Beseitigung von Abwasser, 1963 bis 1965 in geringen Stückzahlen gebaut.
- Spezialfahrzeuge zum Holztransport wurden ebenso wie Sattelzugmaschinen gefertigt. Letztere insbesondere, um höhere Nutzlasten zu erreichen.
- In den 1960er-Jahren wurden in einem Ausbesserungswerk in Kasachstan Lkw vom Typ UralZIS-355M zu Bussen umgebaut. Diese hatten eine Sitzplatzkapazität von 28 Passagieren, 12 Personen konnten zusätzlich auf Stehplätzen befördert werden.

## Technische Daten
Für die Grundvariante UralZIS-355M.
- Motor: Reihen-Sechszylinder-Viertakt-Ottomotor
- Motortyp: УралЗИС-353А
- Leistung: 95 PS (70 kW)
- Hubraum: 5550 cm³
- Maximales Drehmoment: 31,5 kpm (309 Nm)
- Verdichtung: 6:1
- Tankinhalt: 110 l
- Kraftstoffverbrauch: zwischen 24 und 45 l/100 km, stark abhängig von Fahrbahn und Geschwindigkeit
- Antriebsformel: 4×2

Abmessungen und Gewichte
- Länge: 6290 mm
- Breite: 2280 mm
- Höhe: 2080 mm
- Radstand: 3824 mm
- Spurweite vorne: 1611 mm
- Spurweite hinten: 1675 mm
- Bodenfreiheit: 262 mm
- Wendekreis: 16,6 m
- Reifengröße: 8,25–20"
- Zuladung: 3500 kg
- Leergewicht: 3360 kg
- Zulässiges Gesamtgewicht: 7050 kg